# 15596 Yongshiangtham
15596 Yongshiangtham è un asteroide della fascia principale. Scoperto nel 2000, presenta un'orbita caratterizzata da un semiasse maggiore pari a 2,396598 UA e da un'eccentricità di 0,188760, inclinata di 1,851855° rispetto all'eclittica. Ha un diametro di 5,038 km e un periodo di rotazione di 2,923 ore.